# Maria di Sassonia (1515-1583)
Maria di Sassonia (Weimar, 15 dicembre 1515 – Wolgast, 7 gennaio 1583) era figlia del principe elettore sassone Giovanni il Costante (1468-1532) e della di lui seconda moglie Margherita di Anhalt-Zerbst (1494-1521).

## Biografia
Maria andò sposa il 27 febbraio 1536 in Torgau a Filippo I di Pomerania (1515–1560).

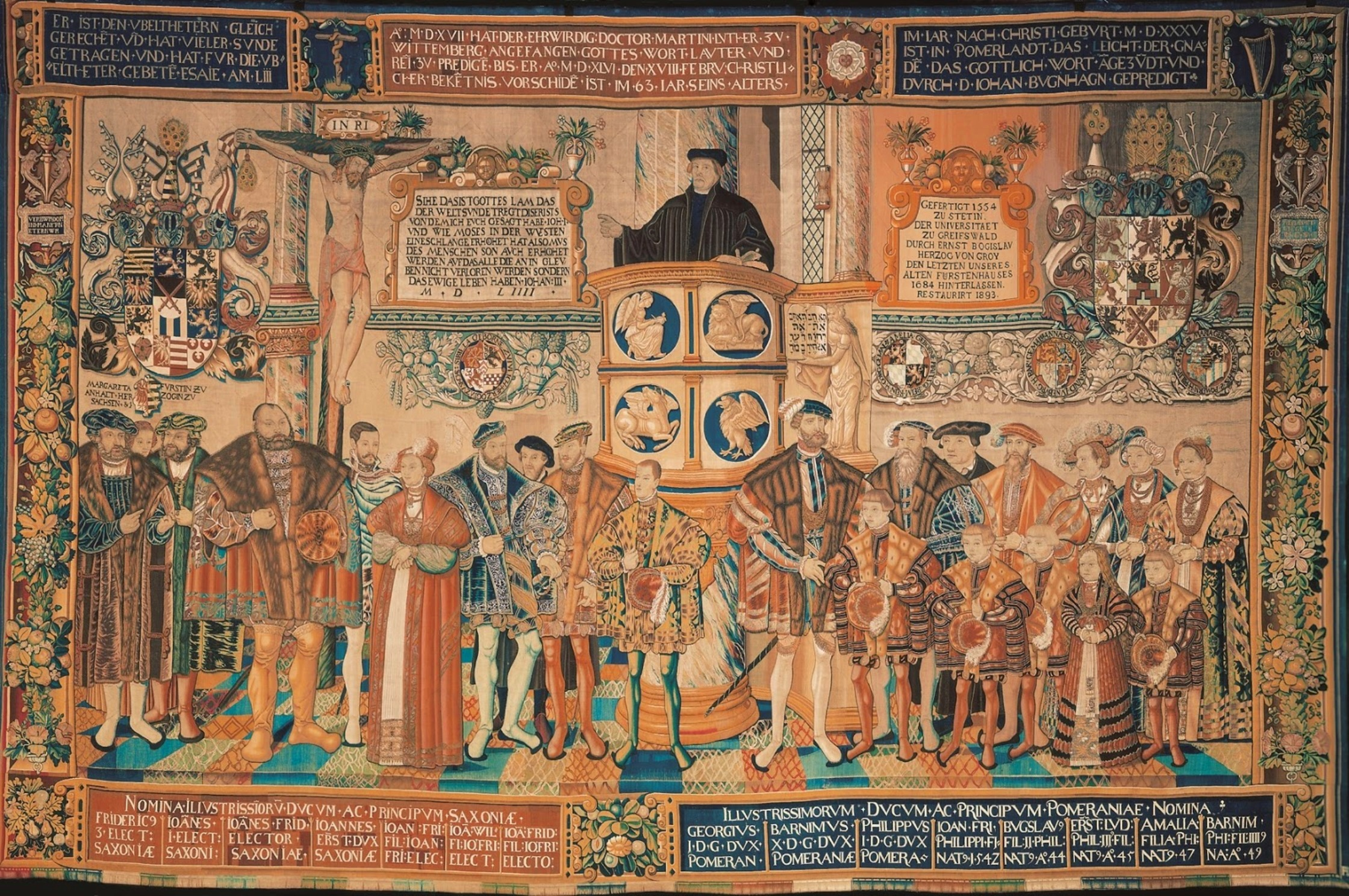
L'arazzo di Croÿ- (1554/1556)

Il matrimonio è rappresentato sul cosiddetto arazzo di Croÿ mostra, accanto agli sposi ed alle loro famiglie anche i riformatori Giovanni Bugenhagen, Martin Lutero e Filippo Melantone. Durante la cerimonia a Lutero doveva essere sfuggito: «Diavolo, non è affar tuo!»
Il matrimonio di Filippo con Maria significava l'unione della Pomerania al Principato con la sua posizione dominante nelle classi luterane del regno e fu intermediata dal riformatore Giovanni Bugenhagen. La Pomerania si associò nello stesso anno alla Lega di Smalcalda.
Dopo la morte del marito, Maria si ritirò a Pudagla, sull'isola di Usedom. Il figlio Ernesto Ludovico di Pomerania le concesse gli introiti derivanti dai beni del convento come alimenti e vi fece erigere una fattoria con i materiali provenienti dalle rovine del fabbricato del convento stesso.
Alla sua morte, avvenuta nel 1583, la sua salma venne inumata accanto a quella marito nella cripta della chiesa di san Pietro a Wolgast.

## Discendenza
Dal matrimonio con Filippo nacquero sette maschi e tre femmine:
- Giorgio (1540 – 1544)
- Giovanni Federico (1542 – 1600), duca di Pomerania-Stettino e vescovo evangelico di Cammin, sposò Erdmut, figlia del Principe elettore Giovanni Giorgio di Brandeburgo;
- Boghislao (1544 – 1606), che divenne duca di Pomerania-Barth, di Pomerania-Rügenwalde e poi di Pomerania-Stettino come Boghislao XIII, sposò Clara di Braunschweig-Lüneburg;
- Ernesto Ludovico (1545 – 1592), duca di Pomerania-Stettino, sposò Sofia Edvige  (1561 –  1631), figlia di Giulio di Brunswick-Lüneburg;
- Amelia (1547 – 1580)
- Barnim (1549 – 1603), duca di Pomerania-Rügenwalde, quindi di Pomerania-Wolgast e Pomerania-Stettino, sposò Anna Maria, figlia del Principe Elettore Giovanni Giorgio di Brandeburgo
- Erich (1551 – 1551)
- Margherita (1553 –1581), sposò il duca Francesco II di Lauenburg
- Anna (1554 – 1626), sposò il duca Ulrico III di Meclemburgo-Güstrov;
- Casimiro  (1557 – 1605), duca di Pomerania-Rügenwalde e vescovo evangelico di Cammin.

## Ascendenza
|                               |   |                                  | Genitori                            |  |  | Nonni |  |  | Bisnonni                |  |  | Trisnonni              |  |
|                               |   |                                  |                                     |  |  |       |  |  | Federico II di Sassonia |  |  | Federico I di Sassonia |  |
|                               |   |                                  |                                     |  |  |       |  |  | Federico II di Sassonia |  |  | Federico I di Sassonia |  |
|                               |   | Caterina di Brunswick-Lüneburg   |                                     |  |  |       |  |  | Federico II di Sassonia |  |  |                        |  |
| Ernesto di Sassonia           |   |                                  |                                     |  |  |       |  |  | Federico II di Sassonia |  |  |                        |  |
|                               |   | Margherita d'Austria             | Ernesto I d'Asburgo                 |  |  |       |  |  |                         |  |  |                        |  |
|                               |   | Margherita d'Austria             | Ernesto I d'Asburgo                 |  |  |       |  |  |                         |  |  |                        |  |
|                               |   | Margherita d'Austria             | Cimburga di Masovia                 |  |  |       |  |  |                         |  |  |                        |  |
| Giovanni di Sassonia          |   | Margherita d'Austria             |                                     |  |  |       |  |  |                         |  |  |                        |  |
|                               |   | Alberto III di Baviera           | Ernesto di Baviera-Monaco           |  |  |       |  |  |                         |  |  |                        |  |
|                               |   | Alberto III di Baviera           | Ernesto di Baviera-Monaco           |  |  |       |  |  |                         |  |  |                        |  |
|                               |   | Alberto III di Baviera           | Elisabetta Visconti                 |  |  |       |  |  |                         |  |  |                        |  |
| Elisabetta di Baviera         |   | Alberto III di Baviera           |                                     |  |  |       |  |  |                         |  |  |                        |  |
|                               |   | Anna di Braunschweig-Grubenhagen | Erich I di Braunschweig-Grubenhagen |  |  |       |  |  |                         |  |  |                        |  |
|                               |   | Anna di Braunschweig-Grubenhagen | Erich I di Braunschweig-Grubenhagen |  |  |       |  |  |                         |  |  |                        |  |
|                               |   | Anna di Braunschweig-Grubenhagen | Elisabetta di Brunswick-Göttingen   |  |  |       |  |  |                         |  |  |                        |  |
| Maria di Sassonia             |   | Anna di Braunschweig-Grubenhagen |                                     |  |  |       |  |  |                         |  |  |                        |  |
|                               | … | …                                |                                     |  |  |       |  |  |                         |  |  |                        |  |
|                               | … | …                                |                                     |  |  |       |  |  |                         |  |  |                        |  |
|                               | … | …                                |                                     |  |  |       |  |  |                         |  |  |                        |  |
| Valdemaro VI di Anhalt-Zerbst | … |                                  |                                     |  |  |       |  |  |                         |  |  |                        |  |
|                               |   | …                                | …                                   |  |  |       |  |  |                         |  |  |                        |  |
|                               |   | …                                | …                                   |  |  |       |  |  |                         |  |  |                        |  |
|                               |   | …                                | …                                   |  |  |       |  |  |                         |  |  |                        |  |
| Margherita di Anhalt-Zerbst   |   | …                                |                                     |  |  |       |  |  |                         |  |  |                        |  |
|                               |   | …                                | …                                   |  |  |       |  |  |                         |  |  |                        |  |
|                               |   | …                                | …                                   |  |  |       |  |  |                         |  |  |                        |  |
|                               |   | …                                | …                                   |  |  |       |  |  |                         |  |  |                        |  |
| …                             |   | …                                |                                     |  |  |       |  |  |                         |  |  |                        |  |
|                               |   | …                                | …                                   |  |  |       |  |  |                         |  |  |                        |  |
|                               |   | …                                | …                                   |  |  |       |  |  |                         |  |  |                        |  |
|                               |   | …                                | …                                   |  |  |       |  |  |                         |  |  |                        |  |
|                               |   | …                                |                                     |  |  |       |  |  |                         |  |  |                        |  |